# クラーク郡 (オハイオ州)
クラーク郡（英: Clark County）は、アメリカ合衆国オハイオ州の西部に位置する郡である。人口は13万6001人（2020年）。郡庁所在地はスプリングフィールドであり、同郡で人口最大の都市である。
クラーク郡はその全体でスプリングフィールド都市圏を構成している。
クラーク郡1818年3月1日に設立され、郡名はアメリカ独立戦争の英雄ジョージ・ロジャース・クラーク将軍に因んで名付けられた。

## 歴史
スプリングフィールド大都市圏は1950年に先ず定義された。その後「スプリングフィールド標準大都市圏」と呼ばれ、クラーク郡単独で人口は111,661人だった。1959年に予算局（現在の管理予算局）による用語変更によって、「スプリングフィールド標準大都市統計地域」とされた。1960年国勢調査では、人口131,440人となり、1950年調査から18%の成長だった。1973年にはこの大都市圏に隣接するシャンペーン郡が付加された。1970年調査によるこの2郡の地域は合計人口187,606人だった。
1983年、都市圏の公式名は「スプリングフィールド大都市統計地域」に短縮された。同年、デイトン都市圏とスプリングフィールド都市圏が1つになって「デイトン・スプリングフィールド大都市統計地域」となった。この都市圏にはクラーク郡、グリーン郡、マイアミ郡、モンゴメリー郡の4郡が含まれた。この状態は2003年まで続いていたが、この年、再び分割されてスプリングフィールド大都市統計地域はクラーク郡1郡で構成されることになった。

## 地理
アメリカ合衆国国勢調査局に拠れば、郡域全面積は402.53平方マイル (1,042.5 km2)であり、このうち陸地397.47平方マイル (1,029.4 km2)、水域は5.05平方マイル (13.1 km2)で水域率は1.25%である。

### 隣接する郡
- シャンペーン郡 - 北
- マディソン郡 - 東
- グリーン郡 - 南
- モンゴメリー郡 - 南西
- マイアミ郡 - 西

## 人口動態
以下は2000年国勢調査による人口統計データである。
| 基礎データ - 人口: 144,742人 - 世帯数: 56,648 世帯 - 家族数: 39,370 家族 - 人口密度: 140人/km2（362人/mi2） - 住居数: 61,056軒 - 住居密度: 59軒/km2（153軒/mi2） 人種別人口構成 - 白人: 88.12% - アフリカン・アメリカン: 8.95% - ネイティブ・アメリカン: 0.28% - アジア人: 0.53% - 太平洋諸島系: 0.02% - その他の人種: 0.53% - 混血: 1.58% - ヒスパニック・ラテン系: 1.17% 先祖による構成 - ドイツ系：23.8% - アメリカ人：21.6% - アイルランド系：10.4% - イギリス系：8.7% 年齢別人口構成 - 18歳未満: 25.1% - 18-24歳: 9.1% - 25-44歳: 26.8% - 45-64歳: 24.3% - 65歳以上: 14.7% - 年齢の中央値: 38歳 - 性比（女性100人あたり男性の人口） - 総人口: 92.5 - 18歳以上: 88.6 | 世帯と家族（対世帯数） - 18歳未満の子供がいる: 31.4% - 結婚・同居している夫婦: 52.6% - 未婚・離婚・死別女性が世帯主: 12.8% - 非家族世帯: 30.5% - 単身世帯: 26.0% - 65歳以上の老人1人暮らし: 11.1% - 平均構成人数 - 世帯: 2.49人 - 家族: 2.97人 収入と家計 - 収入の中央値 - 世帯: 40,340米ドル - 家族: 48,259米ドル - 性別 - 男性: 37,157米ドル - 女性: 24,688米ドル - 人口1人あたり収入: 19,501米ドル - 貧困線以下 - 対人口: 10.7% - 対家族数: 7.9% - 18歳未満: 14.9% - 65歳以上: 8.2% |

## 郡区

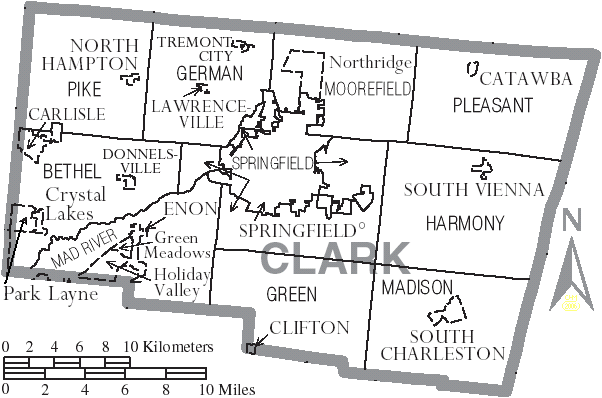
クラーク郡図

クラーク郡は下記10の郡区に分割されている。
| - ベセル - ジャーマン - グリーン - ハーモニー - マッドリバー | - マディソン - ムーアフィールド - パイク - プレザント - スプリングフィールド |

## 都市
- スプリングフィールド - 郡庁所在地
- ニューカーライル

### 村
| - カトーバ - クリフトン - ドネルスビル - イーノン | - ノースハンプトン - サウスチャールストン - サウスビエナ - トレモントシティ |

### 国勢調査指定地域
| - クリスタルレイクス - グリーンメドウズ - ホリデイバレー | - ノースリッジ - パークレイン |

### 未編入の町
- ローレンスビル
- メドウェイ
- プラッツバーグ

## 教育

### 公共教育学区
- ショーニー・ローカル教育学区[9]
  - ショーニー高校、スプリングフィールド市
- グリーノン・ローカル教育学区
  - グリーノン高校、スプリングフィールド市
- ノースイースタン・ローカル教育学区[10]
  - ケントンリッジ高校、スプリングフィールド市
  - ノースイースタン高校、スプリングフィールド市
- ノースウェスタン・ローカル教育学区[11]
  - ノースウェスタン高校、スプリングフィールド市
- サウスイースタン・ローカル教育学区[12]
  - サウスイースタン高校、サウスチャールストン村
- スプリングフィールド市教育学区[13]
  - スプリングフィールド市高校
- テクムセ・ローカル教育学区[14]
  - テクムセ高校、ニューカーライル市